# Paramantispa ambusta
Paramantispa ambusta är en insektsart som först beskrevs av Wilhelm Ferdinand Erichson 1839.  Paramantispa ambusta ingår i släktet Paramantispa och familjen fångsländor. Inga underarter finns listade i Catalogue of Life.